# William Tandy Senter
William Tandy Senter (* 12. Mai 1801 in Bean Station, Grainger County, Tennessee; † 28. August 1848 in Panther Springs, Tennessee) war ein US-amerikanischer Politiker. Zwischen 1843 und 1845 vertrat er den Bundesstaat Tennessee im US-Repräsentantenhaus.

## Werdegang
William Senter besuchte die öffentlichen Schulen seiner Heimat und arbeitete danach in der Landwirtschaft. Außerdem bekleidete er einige lokale Ämter. Ferner wurde er Geistlicher der Methodist Episcopal Church. Neben diesen Tätigkeiten engagierte sich Senter auch in der Politik. 1834 war er Delegierter auf einer Versammlung zur Überarbeitung der Verfassung von Tennessee. In den 1830er-Jahren wurde er Mitglied der Whig Party.
Bei den Kongresswahlen des Jahres 1842 wurde er im zweiten Wahlbezirk von Tennessee in das US-Repräsentantenhaus in Washington, D.C. gewählt, wo er am 4. März 1843 die Nachfolge von Abraham McClellan antrat. Bis zum 3. März 1845 konnte er eine Legislaturperiode im Kongress absolvieren. Diese war von den Streitereien zwischen seiner Partei und Präsident John Tyler sowie den Diskussionen um eine Annexion der seit 1836 von Mexiko unabhängigen Republik Texas bestimmt.
Nach seinem Ausscheiden aus dem US-Repräsentantenhaus arbeitete William Senter wieder in der Landwirtschaft und als Geistlicher. Er starb am 28. August 1848 in Panther Springs.